# Candy-O
| Recensione                    | Giudizio |
| ----------------------------- | -------- |
| AllMusic                      |          |
| Encyclopedia of Popular Music |          |
| The Rolling Stone Album Guide |          |
| Spin Alternative Record Guide | 9/10     |
| Christgau's Consumer Guide    | B+       |
| Ondarock                      | 7.5/10   |

Candy-O è il secondo album in studio del gruppo musicale statunitense The Cars, pubblicato il 13 giugno 1979 dalla Elektra Records.
La copertina è disegnata dal noto illustratore Alberto Vargas e rappresenta una delle sue famose pin-up.

## Tracce
1. Let's Go – 3:33
2. Since I Held You – 3:16
3. It's All I Can Do – 3:44
4. Double Life – 4:14
5. Shoobe Doo – 1:36
6. Candy-O – 2:36
7. Night Spots – 3:15
8. You Can't Hold On Too Long – 2:46
9. Lust for Kicks – 3:52
10. Got a Lot on My Head – 2:59
11. Dangerous Type – 4:28

## Formazione
- Elliot Easton – chitarra solista, voci secondarie
- Greg Hawkes – percussioni, tastiere, sassofono tenore, voci secondarie
- Ric Ocasek – chitarra ritmica, voce nelle tracce 2, 4, 5, 7, 9, 10, 11
- Benjamin Orr – basso, voce nelle tracce on 1, 2, 3, 6, 8
- David Robinson – batteria, percussioni

## Classifiche

### Classifiche settimanali
| Classifica (1979) | Posizione massima |
| ----------------- | ----------------- |
| Australia         | 7                 |
| Canada            | 4                 |
| Nuova Zelanda     | 6                 |
| Regno Unito       | 30                |
| Stati Uniti       | 3                 |

### Classifiche di fine anno
| Classifica (1979) | Posizione |
| ----------------- | --------- |
| Australia         | 26        |
| Canada            | 6         |
| Nuova Zelanda     | 20        |
| Classifica (1980) | Posizione |
| Stati Uniti       | 32        |